# Luhivske, Orihiv
Luhivske (în ucraineană Лугівське) este un sat în comuna Bilohirea din raionul Orihiv, regiunea Zaporijjea, Ucraina.

## Demografie
Componența lingvistică a localității Luhivske
     Ucraineană (93,6%)
     Rusă (5,81%)
Conform recensământului din 2001, majoritatea populației localității Luhivske era vorbitoare de ucraineană (93,6%), existând în minoritate și vorbitori de rusă (5,81%).